# Peace River
För andra betydelser, se Peace River (olika betydelser).

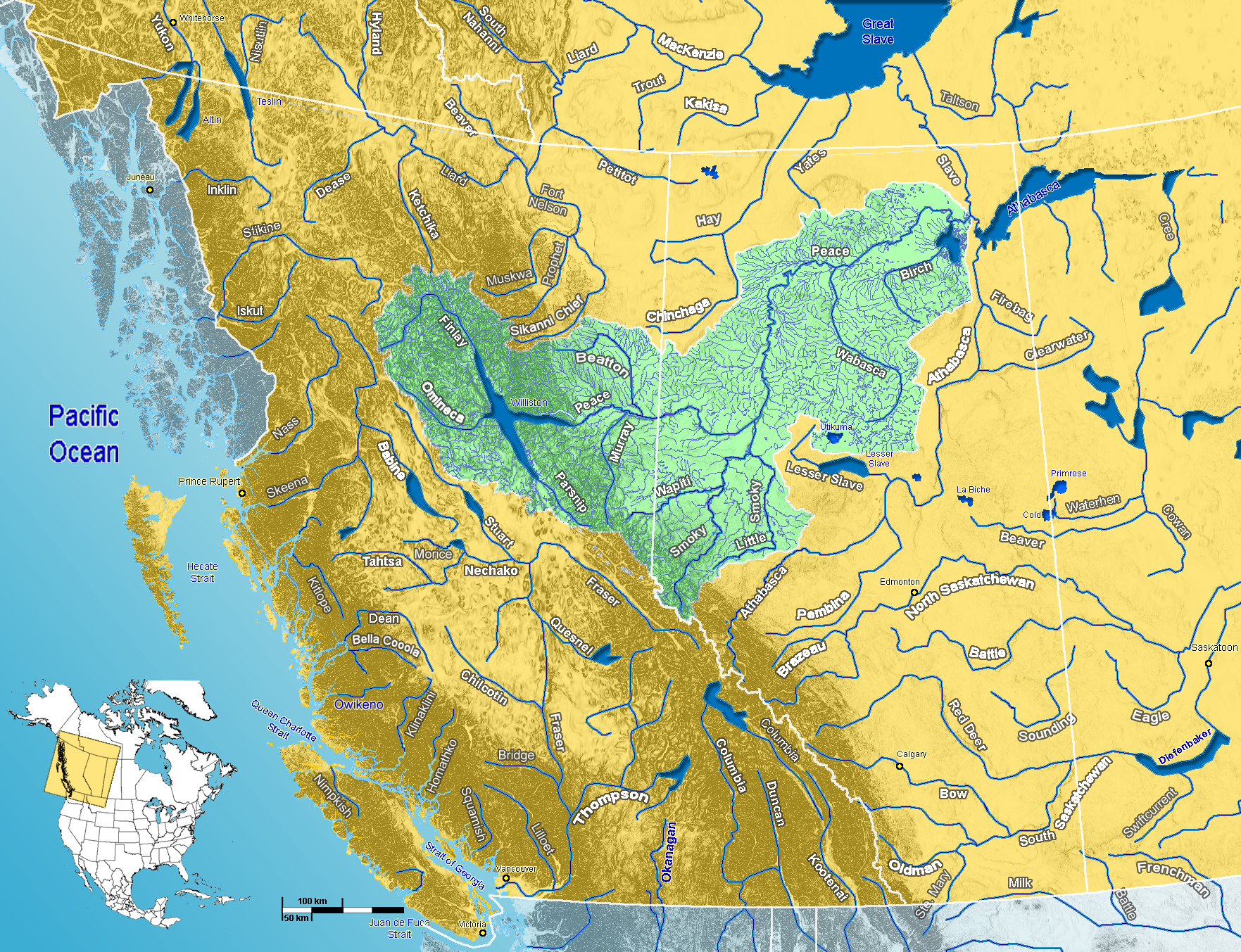
Peace Rivers avrinningsområde markerat i turkos färg på denna karta.

Peace River (franska rivière de la Paix) är en flod i västra Kanada. Den rinner upp i Williston Lake i Klippiga bergen och löper genom British Columbia och Alberta och förenar sig med Slave River strax efter dennas utlopp från Athabascasjön. Peace River är 1923 km lång och avrinningsområdet är 302 500 km². Floden är segelbar i sitt mellersta och nedre lopp. Den var tidigare en viktig pälshandelsrutt.

## Vattenkraft
I närheten av Hudson's Hope inte långt från mynningen ligger Gordon M. Shrum-kraftverket som är Kanadas tredje största vattenkraftverk med en installerad effekt på 2 730 MW. Verket togs i drift 1968. Byggnationen av dammen var kontroversiell eftersom vattennivåerna i Peace Rivers deltaområde vid Athabascasjön påverkades. Våtmarken i deltat tillhör sedan 1982 Ramsarlistan över skyddade våtmarksområden.